# Фаво, Массимилиано
Массимиллиано Фаво (итал. Massimiliano Favo; 10 декабря, 1966, Неаполь, Италия) — итальянский футболист и тренер.

## Карьера
Начинал свою карьеру в «Наполи», за который провел 10 матчей в Серии А. В дальнейшем выступал за ряд команд из Серии В, в числе которых были «Палермо» и «Анкона».
После завершения карьеры Фаво занялся тренерской деятельностью. Возглавлял ряд итальянских команд из низших лиг. На данный момент он возглавляет юношескую сборную Италии до 17 лет.

## Достижения

### Футболиста
- Бронзовый призер Чемпионата Италии (1): 1985/86[2].

### Тренера
- Чемпион Европы (U17) (1): 2024.